# Gamine
Gamine is een nummer van de Franse zangeres Zaz uit 2014. Het is de vierde en laatste single van haar tweede studioalbum Recto verso.
Het nummer weerspiegelt de emotionele onrust en kwetsbaarheid van de liedverteller in een romantische relatie. De teksten tonen een mengeling van frustratie en een verlangen om gewaardeerd en geliefd te worden. Het nummer flopte in Frankrijk met een 169e positie, maar bereikte in Wallonië de 7e positie in de tipparade.

## Tracklijst
- Muziekdownload

1. "Gamine" - 3:10